# Donazione remuneratoria
La donazione remuneratoria è la donazione che viene posta in essere per motivi di riconoscenza, per i meriti del donatario, o per speciale remunerazione (o "rimunerazione", come riporta l'arcaica dizione dell'art. 770 codice civile, che ne fornisce la definizione).
Non sono considerate donazioni quelle effettuate in occasione di servizi resi o in conformità agli usi (ad es. mancia, strenne natalizie).
Tali donazioni sono considerate dal diritto civile come irrevocabili (art. 805 c.c.), anche nel caso in cui si verifichi l'ingratitudine del donatario e/o la sopravvenienza di figli.